# Менслаге
Менслаге (њем. Menslage) општина је у њемачкој савезној држави Доња Саксонија. Једно је од 34 општинска средишта округа Оснабрик. Према процјени из 2010. у општини је живјело 2.526 становника. Посједује регионалну шифру (AGS) 3459025.

## Географски и демографски подаци
Менслаге се налази у савезној држави Доња Саксонија у округу Оснабрик. Општина се налази на надморској висини од 23 метра. Површина општине износи 65,2 km². У самом мјесту је, према процјени из 2010. године, живјело 2.526 становника. Просјечна густина становништва износи 39 становника/km².